# Chasmina gracilipalpis
Chasmina gracilipalpis är en fjärilsart som beskrevs av W. Warren 1912. Chasmina gracilipalpis ingår i släktet Chasmina och familjen nattflyn. Inga underarter finns listade i Catalogue of Life.